# 大奥伊特斯多夫
大奥伊特斯多夫（德語：Großeutersdorf）是德国图林根州的一个市镇。总面积3.45平方公里，总人口281人，其中男性146人，女性135人（2011年12月31日），人口密度81人/平方公里。